# 深海挑战者号
深海挑战者号（英語：Deepsea Challenger）是一艘由澳大利亚制造的载人潜水器，高7.3米，重12吨，承压钢板有6.4厘米厚。驾驶舱可容纳一人。该潜水器安装有多个摄像头，可以全程3D摄像，还配有专业设备收集小型海底生物，以供地面的科研人员研究。

## 纪录
2012年3月26日，加拿大导演詹姆斯·卡梅隆乘坐深海挑战者号潜水艇抵达太平洋下约1.1万米深处的马里亚纳海沟，成为全球驾驶单人潜水器到达地球上已知的最深处——挑战者深渊的第一人。在下潛了2小時36分鐘之後，深海挑战者号終於降落在馬里亞納海溝的「挑戰者深淵」，在10,898米（35,756呎）海床着陸。詹姆斯·卡麥隆成为自1960年以来，第一位潜入这个世界最深渊的人，更是首位只身潜入的探险家。他在地球最深渊逗留了約3小时。

## 相关
- 海神号 (水下航行器)